# 女孩屬於我
《女孩屬於我》（The Girl Is Mine）是美國歌手麥可·傑克森與英國歌手保羅·麥卡尼合作的單曲，收錄於麥可·傑克森1982年發行的專輯《Thriller》中。兩人在前一年亦曾合作錄製單曲《Say Say Say》。《女孩屬於我》登上熱門節奏藍調與嘻哈歌曲榜冠軍，以及Billboard Hot 100第二位。